# Narcinops
Narcinops ist eine Knorpelfischgattung aus der Ordnung der Zitterrochenartigen (Torpediniformes), die an der australischen Küste vorkommt. Die fünf Arten der Gattung wurde lange Zeit in die Gattung Narcine gestellt, aufgrund molekularbiologischer Daten wurden die australischen Arten der Gattung 2016 abgetrennt. Als neuer Gattungsname stand Narcinops zur Verfügung. Diese Gattung wurde 1940 durch den australischen Ichthyologen Gilbert Percy Whitley eingeführt.

## Merkmale
Narcinops-Arten erreichen eine Gesamtlänge von 24 (Narcinops ornatus) bis 47 cm (Narcinops tasmaniensis). Von allen anderen Gattungen der Zitterrochenartigen ist Narcinops leicht unterscheidbar, da es die einzige Gattung der Ordnung ist, die folgende Merkmale kombiniert: Kleinwüchsigkeit, eine schaufelförmige Kopf-Rumpf-Scheibe und ein Schwanz, der wesentlich länger ist als die Kopf-Rumpf-Scheibe.

## Arten
Zur Gattung Narcinops gehören 5 Arten:
- Narcinops lasti (Carvalho & Séret, 2002)
- Narcinops nelsoni (Carvalho, 2008)
- Narcinops ornatus (Carvalho, 2008)
- Narcinops tasmaniensis (Richardson, 1841)
- Narcinops westraliensis (McKay, 1966)